# Mykolas Sleževičius
Mykolas Sleževičius (21 febbraio 1882 – Kaunas, 11 novembre 1939) è stato un politico lituano.
È stato Primo ministro della Lituania dal dicembre 1918 al marzo 1919, dall'aprile 1919 all'ottobre dello stesso anno e nuovamente dal giugno al dicembre 1926.